# Douglass College
Le Douglass Residential College est une des composantes de l'université Rutgers. 
Cette entité propose un cursus de 4 ans centré sur la réussite féminine.
Bien qu'aucun diplôme séparé ne soit offert, elle permet d'offrir de nombreuses opportunités aux jeunes femmes soucieuses de résider dans des ensembles exclusivement féminins, de participer à des associations féminines et de développer des compétences de leadership.

## Historique
Douglass a été fondé en tant que New Jersey College for Women en 1918 par Mabel Smith Douglass, avec le soutien financier de la New Jersey State Federation of Women's Clubs.

## Personnalité
- Tilla Weinstein, née Savanuck (1934-2002), mathématicienne américaine, y a enseigné.